# Derrubada de vacas

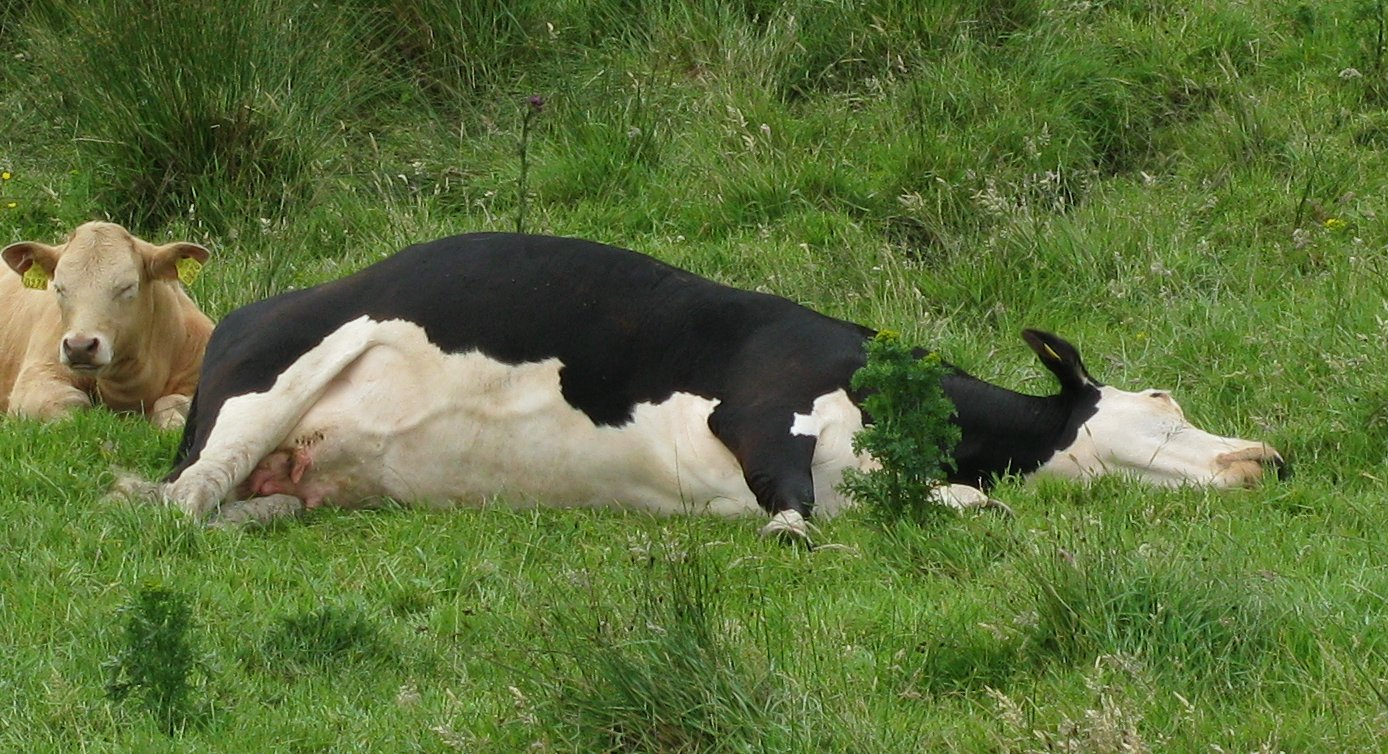
As vacas costumam deitar-se para dormir

Derrubada vacas é a suposta atividade de se aproximar sorrateiramente de qualquer vaca desavisada ou adormecida e empurrá-la para se divertir. A prática de derrubar vacas é geralmente considerada uma lenda urbana, e histórias de tais feitos são vistas como contos fantasiosos. A ideia de que os cidadãos rurais buscam esse tipo de entretenimento devido à falta de alternativas é vista como um estereótipo sem sentido. O conceito de tombamento de vacas aparentemente se desenvolveu na década de 1970, embora histórias de animais que não conseguem se levantar se caírem tenham antecedentes históricos que datam do Império Romano.
As vacas deitam-se habitualmente e podem facilmente recuperar a sua posição, exceto se estiverem doentes ou feridas. Foram efetuados estudos científicos para determinar se a inclinação das vacas é teoricamente possível, com conclusões variáveis. Todos concordam que as vacas são animais de grande porte que são difíceis de surpreender e que geralmente resistem às tentativas de serem derrubadas. As estimativas sugerem que é necessária uma força entre 3.000 e 4.000 newtons (670 e 900 libras-força), e que seriam necessárias pelo menos quatro e possivelmente até catorze pessoas para o conseguir. Em situações reais em que os bovinos têm de ser deitados no chão, ou "engessados", como para marcação, tratamento dos cascos ou tratamento veterinário, são necessárias amarras de corda ou é utilizado equipamento mecânico especializado que confina a vaca e depois a inclina. Em raras ocasiões, os bovinos podem deitar-se ou cair na proximidade de uma vala ou de uma colina que restrinja a sua capacidade normal de se levantar sem ajuda. O tombamento de vacas tem muitas referências na cultura popular e é também utilizado como metáfora.

## Estudo científico

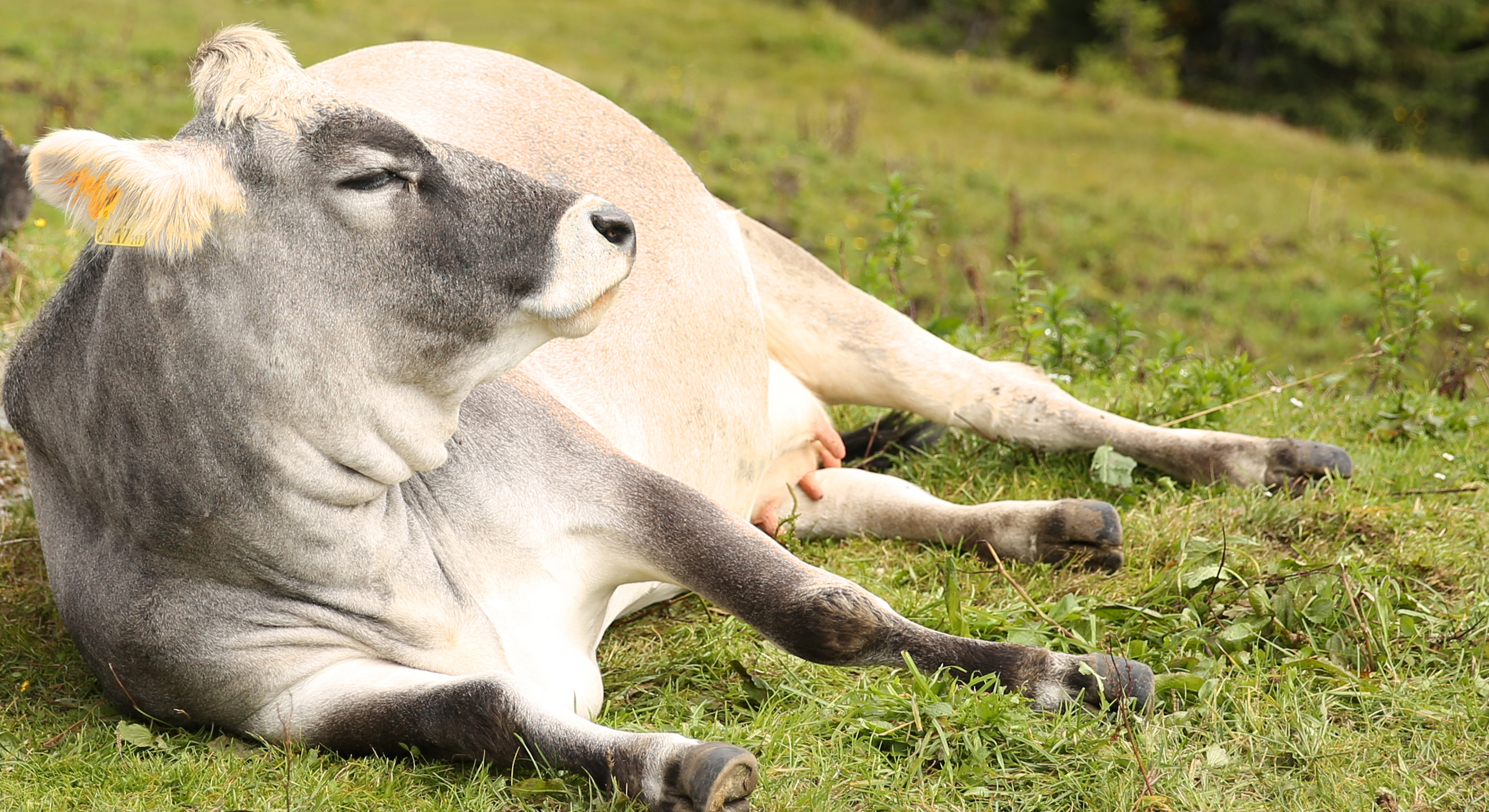
Uma vaca saudável deitada de lado não está imobilizada; ele pode se levantar sempre que quiser

Algumas versões da lenda urbana sugerem que, como as vacas dormem em pé, é possível abordá-las e empurrá-las sem que os animais reajam. No entanto, as vacas tem um sono leve e quando estão em pé e são facilmente acordadas . Eles se deitam para dormir profundamente. Além disso, inúmeras fontes questionaram a viabilidade da prática, uma vez que a maioria das vacas pesa mais de 450 kg e resistem facilmente a qualquer força menor.
Um estudo de 2005 conduzido por Margo Lillie, zoóloga da Universidade da Colúmbia Britânica, e pela sua aluna Tracy Boechler, concluiu que derrubar uma vaca exigiria uma força de quase 3.000 newtons e é, por isso, impossível de realizar por uma única pessoa. Os seus cálculos concluíram que seriam necessárias mais de quatro pessoas para aplicar força suficiente para empurrar uma vaca, com base numa estimativa de que uma única pessoa poderia exercer 660 newtons de força. No entanto, uma vez que uma vaca se pode segurar sozinha, Lillie e Boechler sugeriram que seriam provavelmente necessárias cinco ou seis pessoas. Além disso, os bovinos estão bem cientes do que os rodeia e são muito difíceis de surpreender, devido aos excelentes sentidos do olfato e da audição. A análise de Lillie e Boechler concluiu que, se uma vaca não se movesse, os princípios da física estática sugerem que duas pessoas poderiam ser capazes de derrubar uma vaca se o seu centro de massa fosse empurrado sobre os cascos antes de a vaca poder reagir. No entanto, as vacas não são rígidas nem não reagem, e quanto mais depressa os humanos tiverem de se mover, menos força podem exercer. Assim, Lillie e Boechler concluíram que é improvável que as vacas possam efetivamente ser derrubadas desta forma. Lillie declarou: "Na minha opinião, a física de tudo isto torna impossível".
Embora o biólogo Steven Vogel concorde que seria necessária uma força de cerca de 3.000 newtons para derrubar uma vaca de pé, considera que o estudo de Lillie e Boechler sobrestima a capacidade de empurrar de um ser humano individual.  Utilizando os dados de Cotterell e Kamminga, que estimam que os seres humanos exercem uma força de empurrão de 280 newtons, Vogel sugere que alguém que aplique força à altura necessária para derrubar uma vaca pode gerar um empurrão máximo de não mais de 300 newtons. Segundo este cálculo, seriam necessárias pelo menos 10 pessoas para derrubar uma vaca que não reagisse. No entanto, este requisito de força combinada, diz ele, pode não ser o maior impedimento a uma partida deste gênero. As vacas de pé não estão dormindo e, tal como os outros animais, têm reflexos sempre atentos. "Se a vaca não fizer mais do que alargar modestamente a sua posição sem uma mudança geral do seu centro de gravidade", diz ele, "seriam necessários cerca de 4.000 newtons ou 14 pessoas empurando - um grande desafio para utilizar sem irritar a vaca".

## Origens históricas
A crença de que certos animais não se podem levantar se forem empurrados tem antecedentes históricos. Júlio César registou a crença de que um alce europeu não tinha articulações nos joelhos e não se podia levantar se caísse. Plínio disse o mesmo sobre as patas traseiras de um animal a que chamou achlis, que os tradutores de Plínio do século XIX, Bostock e Riley, disseram ser apenas outro nome para o alce. Também notaram que a crença de Plínio sobre as patas traseiras sem articulações do achlis (alce) era falsa.
Em 1255, o Rei Luís IX de França deu um elefante a Henrique III de Inglaterra para o seu zoológico na Torre de Londres . Um desenho do historiador Matthew Paris para sua Chronica Majora pode ser visto em seu bestiário na Biblioteca Parker do Corpus Christi College, Cambridge . Um texto acompanha cita a tradição dos elefantes, sugerindo que os elefantes não teriam joelhos e que  seriam incapazes de se levantar se caíssem.
O jornalista Jake Steelhammer acredita que o mito urbano americano do derrube de vacas teve origem na década de 1970. "Entrou em força nos anos 80", diz ele, "quando filmes como Tommy Boy e Heathers apresentavam expedições de derrubada de vacas". As histórias sobre a derrubada de vacas tendem a ser de segunda mão, diz ele, contadas por alguém que não afirma ter derrubado uma vaca, mas que conhece outra pessoa que diz ter feito isso.

## Práticas veterinárias e de criação

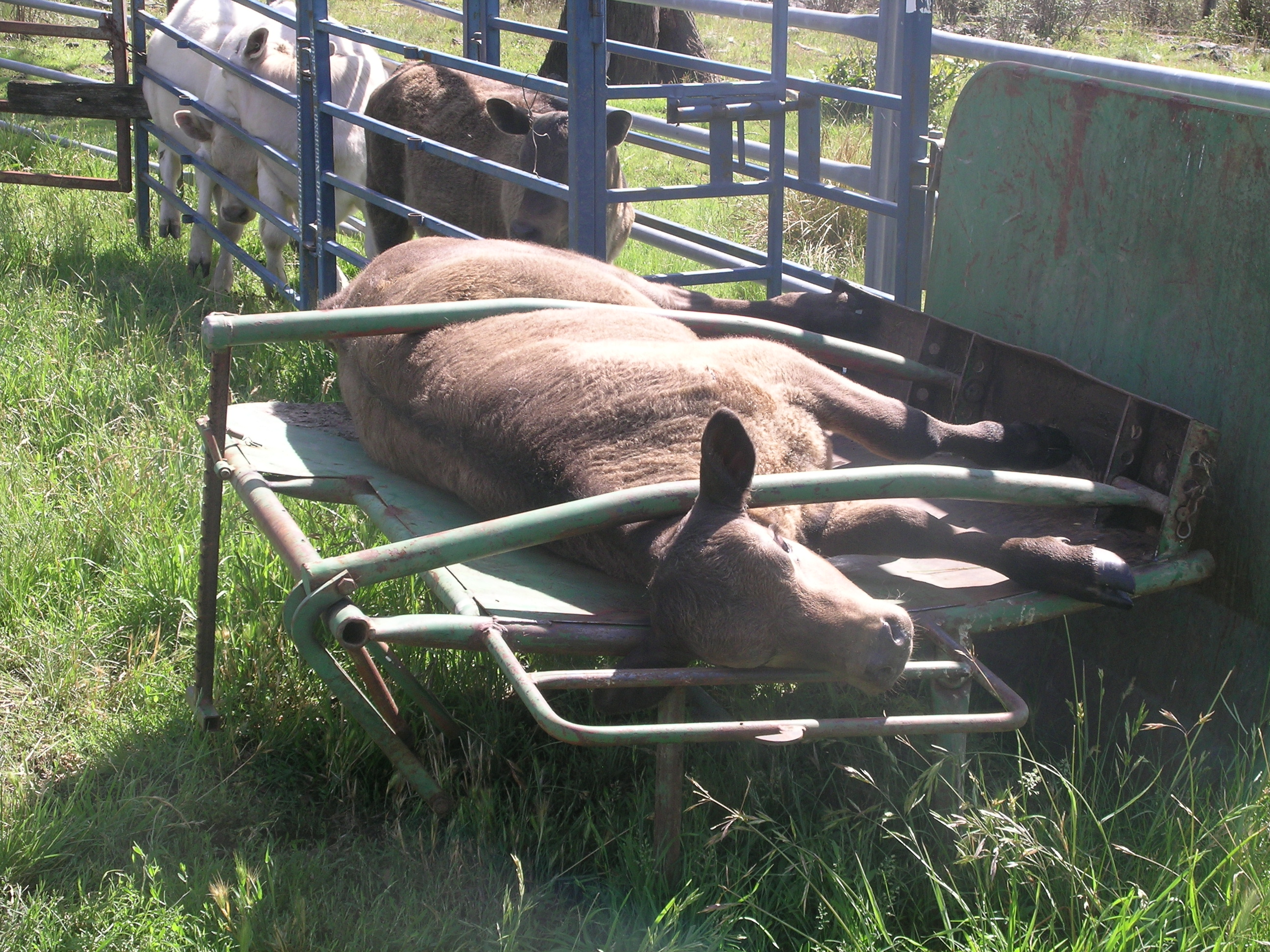
Um berço para bezerros usado para branding na Austrália

Os bovinos podem precisar de ser deliberadamente atirados ou tombados para certos tipos de práticas de criação e de tratamento médico. A prática pode ser feita para finalidades médicas e quando realizada sem assistência mecânica, requer a colocação de 9 a 12 metros de corda à volta do corpo e das pernas do animal. Depois da corda ser fixada com nós de especiais antiderrapantes, é puxada para trás até o animal ficar desequilibrado. Quando a vaca é forçada a deitar-se em decúbito esternal (sobre o peito), pode ser virada de lado e as pernas atadas para evitar que dê pontapés.
Uma mesa ou berço para bezerros, também chamada de "mesa basculante" ou "arremessável", é uma invenção relativamente recente criada para ser usada em bezerros que estão sendo marcados. Um bezerro é colocado em uma rampa, confinado e depois virado de lado pelo equipamento para facilitar a marcação e a castração .
As mesas basculantes hidráulicas para bovinos adultos existem desde a década de 1970 e são concebidas para levantar e inclinar os bovinos para o lado, a fim de permitir a prestação de cuidados veterinários, em especial dos órgãos genitais dos animais, e a manutenção dos cascos. Ao contrário dos cavalos, as vacas geralmente não cooperam com um ferrador quando estão de pé. Um veterinário canadense o explicou: "Utilizar a mesa é muito mais seguro e mais fácil do que tentar passar por baixo para examinar o animal", e observou que as vacas tombadas sobre uma mesa almofadada deixam normalmente de se debater e acalmam muito rapidamente. Um projeto, desenvolvido no Western College of Veterinary Medicine em Saskatoon, Saskatchewan, incluía o "conforto da vaca" como um aspeto único dos cuidados prestados com este tipo de aparelho.

### Queda involuntária
As vacas podem tombar  de forma involuntária. Devido ao seu volume e às pernas relativamente curtas, o gado não pode rolar. Aqueles que se deitam e rolam para os lados com os pés apontando para cima podem ficar presas e incapazes de se levantar sem ajuda, com resultados potencialmente fatais. Nesses casos, dois humanos podem rolar ou virar uma vaca para o outro lado, de modo que seus pés fiquem voltados para baixo, permitindo assim que ela se erga sozinha. Em um caso documentado de "derrubamento de vaca na vida real", uma vaca grávida rolou para um barranco em New Hampshire e ficou presa virada para baixo  até ser resgatada por bombeiros voluntários . O dono da vaca comentou que já tinha visto isso acontecer “uma ou duas vezes” antes.
Um traumatismo ou uma doença podem também fazer com que uma vaca não consiga levantar-se. Estes animais são por vezes chamados "cambaleantes". Por vezes, isto ocorre como resultado de lesões musculares e nervosas provocadas pelo parto ou por uma doença como a mastite. Lesões nas pernas, lacerações musculares ou uma infeção maciça de qualquer tipo também podem ser as causas. As vacas caídas são encorajadas a pôr-se de pé e têm muito mais hipóteses de recuperação se o fizerem. Se não conseguirem levantar-se, algumas sobreviveram - com cuidados médicos - até 14 dias e acabaram por conseguir se levantar.  O tratamento médico adequado para uma vaca caída para evitar mais lesões inclui rolar de um lado para o outro a cada três horas, alimentação cuidadosa e frequente de pequenas quantidades de forragem e acesso a água limpa.

### Morte
Os animais mortos podem parecer ter sido tombados, mas isso é na realidade o processo de rigor mortis, que enrijece os músculos da carcaça, começando seis a oito horas após a morte e durando um a dois dias. É particularmente visível nos membros, que ficam retos. O inchaço post-mortem também ocorre devido à formação de gás no interior do corpo. O processo pode resultar em carcaças de bovinos que acabam por ficar de costas com as quatro patas no ar.

## Na cultura popular

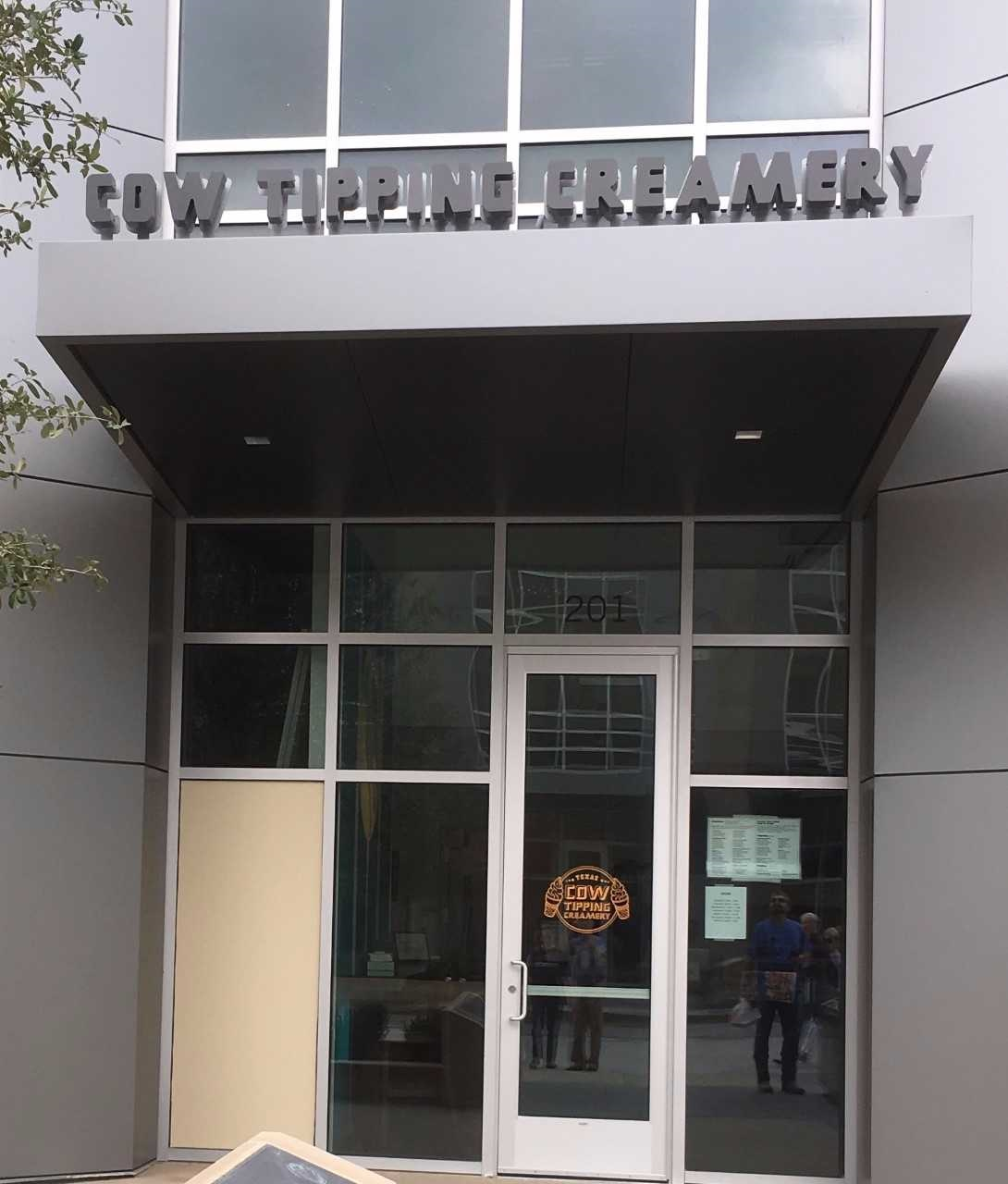
Cremaria de Vacas Derrubadas em Frisco, Texas

Diversas pessoas afirmaram ter derrubado vacas, muitas vezes sob a influência de álcool. Essas afirmações, até o momento, não podem ser verificadas de forma confiável, com Jake Swearingen da Modern Farmer observando em 2013 que o YouTube, uma fonte popular de vídeos de desafios e acrobacias, "não consegue entregar um único vídeo real de derrubada de vacas".
Os brincalhões às vezes empurram vacas artificiais. Ao longo da Michigan Avenue, em Chicago, em 1999, dois homens "aparentemente bêbados" derrubaram seis vacas de fibra de vidro que faziam parte de uma exposição de arte pública Cows on Parade . Quatro outros vândalos removeram uma escultura "Uau, vaca" de sua cadeira de salva-vidas em Oak Street Beach e a abandonaram em uma passagem subterrânea para pedestres. Um ano depois, a cidade de Nova York ancorou suas vacas artísticas CowParade, incluindo "A Streetcow Named Desire", em bases de concreto "para evitar o desrespeito do úbere por tombadores de vacas e ladrões".
A derrubada de vacas apareceu em filmes da década de 1980 e posteriores, como Heathers (1988), Tommy Boy (1995), Barnyard (2006) e I Love You, Beth Cooper (2009). Foi usado também no título de um documentário de 1992 de Randy Redroad, Cow Tipping — The Militant Indian Waiter .
Variantes de formas de derrubar vacas também foram vistas em meios de comunicação populares, como o filme Cars (2006), que apresenta uma variante veicular chamada "trator-tipping", e o videojogo Fallout: New Vegas, que permite à personagem aproximar-se sorrateiramente e derrubar um Brahmin, o animal bicéfalo do jogo, parecido com uma vaca. O jogo de tabuleiro Battle Cattle baseia-se nesta prática, com as vacas fortemente armadas a terem "Tipping Defense Numbers".
Na canção "Lou Reed" dos The Little Willies, do seu álbum de estreia autointitulado de 2006, Norah Jones canta sobre um acontecimento fictício durante o qual o músico Lou Reed dá gorjetas às vacas no Texas. Noutro meio, The Big Bang Theory, um programa de televisão, usa a tradição de derrubar vacas como um elemento para estabelecer a natureza de uma personagem rural, Penny.
O termo tombamento de vaca às vezes é usado como figura de linguagem para quando uma pessoa costuma empurrar algo grande. Em A Giant Cow-Tipping, de Savages, o autor John Weir Close usa o termo para descrever fusões e aquisições contemporâneas. “Dar gorjeta às vacas sagradas ” tem sido usado como uma metáfora mista deliberada em títulos de livros sobre ministério cristão e gestão empresarial.